# Ордо-Василевская волость
Ордо-Василевская волость — административно-территориальная единица Верхнеднепровского уезда Екатеринославской губернии.
По состоянию на 1886 год состояло из 15 поселений, 17 сельских общин. Население 2962 человека (1553 мужского пола и 1409 женского), 461 дворовое хозяйство.
|                       | Площадь десятин | В том числе пахотной, десятин |
| --------------------- | --------------- | ----------------------------- |
| Сельских общин        | 2575            | 1249                          |
| Частной собственности | 33 140          | 9162                          |
| Другой собственности  | 81              | 22                            |
| Всего                 | 35 796          | 10 433                        |

Самые большие поселения волости:
- Ордо-Василевка (Николаевка) — село при реке Саксагань в 70 верстах от уездного города, 129 человек, 25 дворов, православная церковь, школа.
- Андреевка (Будыховка, Очкаловка, Белокрисовка) — село при реке Саксагань, 505 человек, 68 дворов, православная церковь, постоялый двор.
- Дарьевка (Морозовка) — село при реке Саксагань, 340 человек, 47 дворов, школа, часовня, кирпичный завод.
- Сергеевка (Голицына) — село при реке Саксагань, 808 человек, 112 дворов, лавка.

По данным на 1908 год общее население волости выросло до 16 095 человек (7884 мужского пола и 8211 женского), 2254 дворовых хозяйства, количество поселений достигло 24:
- Марье-Константиновка — бывшая владельческая деревня, 120 человек (88 мужского пола и 32 женского), 19 дворовых хозяйств.
- Марьевское — бывшая владельческая деревня, 232 человека (164 мужского пола и 68 женского), 42 дворовых хозяйства.
- Марье-Ефимовка — бывшая владельческая деревня, 99 человек (46 мужского пола и 53 женского), 15 дворовых хозяйств.
- Морозовка — бывшая владельческая деревня, 163 человек (120 мужского пола и 43 женского), 25 дворовых хозяйств.
- Бобыревка — бывшая владельческая деревня, 90 человек (67 мужского пола и 23 женского), 16 дворовых хозяйств.
- Ганно-Николаевка — бывшая владельческая деревня, 250 человек (175 мужского пола и 75 женского), 56 дворовых хозяйств.
- Николаевка — бывшая владельческая деревня, 110 человек (79 мужского пола и 31 женского), 18 дворовых хозяйств.
- Покровка — бывшая владельческая деревня, 181 человек (91 мужского пола и 90 женского), 24 дворовых хозяйства.
- Старо-Карачуновка — бывшая владельческая деревня, 154 человек (81 мужского пола и 73 женского), 26 дворовых хозяйств.
- Павловка — бывшая владельческая деревня, 185 человек (90 мужского пола и 95 женского), 32 дворовых хозяйства.
- Демурино-Варваровка — бывшая владельческая деревня, 181 человек (89 мужского пола и 92 женского), 27 дворовых хозяйств.
- Леопольдовка — бывшая владельческая деревня, 52 человека (21 мужского пола и 31 женского), 6 дворовых хозяйств.
- Прибрежная — бывшее барское село, 321 человек (169 мужского пола и 152 женского), 49 дворовых хозяйств.
- Весёлый Кут — бывшая владельческая деревня, 64 человека (33 мужского пола и 31 женского), 10 дворовых хозяйств.
- Спокойствие (вместе с хуторами Кринички и Девладово) — бывшая владельческая деревня, 461 человек (246 мужского пола и 215 женского), 66 дворовых хозяйств.
- Еленовка — бывшая владельческая деревня, 149 человек (78 мужского пола и 71 женского), 27 дворовых хозяйств.